# Aliona Leónova
Aliona Ígorevna Leónova (en ruso: Алёна Игоревна Леонова; nacida el 23 de noviembre de 1990) es una patinadora artística sobre hielo rusa. Fue medallista de plata del Campeonato del mundo júnior de 2009, medallista de bronce de la final del Grand Prix de 2011 y tres veces medallista de los nacionales de Rusia.

## Vida personal
Leónova nació en noviembre de 1990 en San Petersburgo, tiene una hermana y un hermano, ambos fueron patinadores cuando eran jóvenes.

## Carrera

### Primeros pasos
Leónova comenzó a patinar a la edad de cuatro años, su primer entrenadora fue Marina Vakhrameeva, más adelante fue entrenada por Tatiana Mishina y se unió a un grupo de patinaje formado por Alla Piatova. En el nivel júnior ganó la plata en el Grand Prix de Rumania en 2007, además fue ganadora de la medalla de plata del Campeonato de Rusia de 2008. En agosto del mismo año tuvo una lesión. En el Campeonato de Europa de 2009 quedó en cuarto lugar, durante el evento del campeonato del mundo celebrado en 2009 ganó el oro.

### Trayectoria

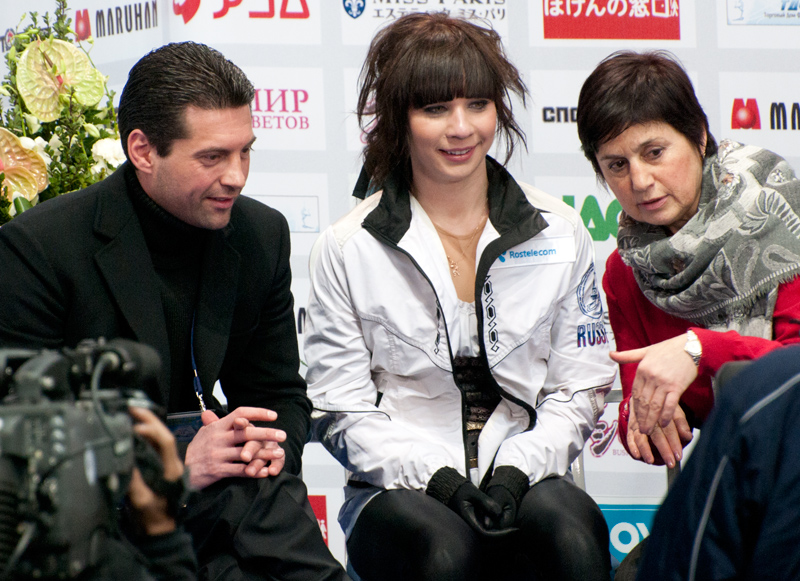
Leónova con sus entrenadores Nikolai Morozov (izquierda) y Alla Piatova (derecha).

La patinadora ganó la medalla de bronce en la Copa de Rusia de 2009 y obtuvo la plata en el Trofeo NHK 2009, donde ganó la clasificación a la final del Grand Prix y terminó en sexto lugar. En el Campeonato de Rusia de 2010 obtuvo el segundo lugar y terminó en la posición número 13 del Campeonato mundial. En la temporada de 2010 Leónova ganó el bronce en los torneos de Finlandia y la Copa de China de 2010, en el Campeonato de Rusia de 2011 se hizo con la medalla de plata. Desde 2011 empezó a trabajar con Nikolái Morózov en Moscú.
La patinadora decidió competir en los tres eventos del Grand Prix de la temporada 2011-2012, quedó en cuarto lugar en el Skate Canadá de 2011, ganó el bronce en el Trofeo NHK 2011 y plata en la Copa de Rusia del mismo año, logró la clasificación a su segunda final del Grand Prix. En el Campeonato de Rusia de 2012 obtuvo el bronce, durante las siguientes competiciones tuvo bajo desempeño por una lesión ocurrida durante su programa libre. La patinadora terminó en la posición 7 del Skate Canadá de 2012, en su siguiente evento de Grand Prix, la Copa Rostelecom de 2012, finalizó en sexto lugar. En el evento del siguiente año en Rusia, terminó en 7.º lugar.
Leónova dejó el evento del Grand Prix de 2013-2014 y el Skate Canadá de la misma temporada debido a una lesión. En su segundo evento, el Trofeo NHK 2013, finalizó en el lugar número 7. El Campeonato de Rusia de 2014 le dio el quinto lugar. Desde junio de 2014 comenzó a ser entrenada por Evgeni Rukavicin en San Petersburgo. La temporada 2014-2015 la inició con una medalla de plata en el Trofeo Nebelhorn de 2014, terminó en novena posición en el Campeonato de Rusia de 2016.

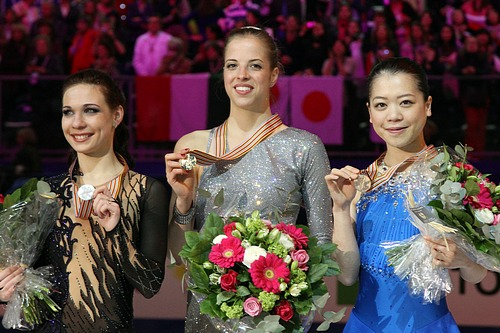
Leónova en el Campeonato Mundial de 2012.

### Programas
- Temporada 2006-2007[15]

Programa corto: Jewish Dance
Programa libre: Scorchio de Tonči Huljić
- Temporada 2007-2008[15]

Programa corto: Beethoven's Last Night de Orquesta Trans-Siberian
Programa libre: La Leyenda del Beso de Raúl di Blasio
- Temporada 2008-2009[15]

Programa corto: Al Andaluz de Manolo Carrasco
Programa libre: La Leyenda del Beso de Raúl di Blasio
- Temporada 2009-2010[15]

Programa corto: Barynya
Programa libre: Chicago de John Kander
- Temporada 2010-2011[15]

Programa corto: Polka de Alfred Schnittke
Programa libre: The Witches of Eastwick de John Williams
- Temporada 2011-2012[15]

Programa corto: Sirens de Harry Gregson-Williams
Programa libre: Adagio for Strings de Samuel Barber
- Temporada 2012-2013[15]

Programa corto: Oblivion de Astor Piazzolla
Programa libre: Requiem for a Tower de Clint Mansell
- Temporada 2014-2015[13]

Programa corto: Overture - Unveiling the Statue de Carl Davis
Programa libre: Así se baila el Tango de Take the Lead
- Temporada 2015-2016[16]

Programa corto: Smile de Nat King Cole
Programa libre: Summertime de Carmen McRae
- Temporada 2016-2017[15]

Programa corto: It's Oh So Quiet de Björk
Programa libre: Las cuatro estaciones de Antonio Vivaldi
- Temporada 2017-2018[15]

Programa corto: Bla Bla Bla Cha Cha Cha de Petty Booka
Programa libre: Tune Maari Entriyaan

### Detalle de resultados
| Temporada 2017-2018                     |                                   |                |                |              |
| Fecha                                   | Evento                            | Programa corto | Programa libre | Total        |
| 21–24 de diciembre de 2017              | Campeonato de Rusia de 2018       | 16 62.15       | 15 114.57      | 15 176.72    |
| 24–26 de noviembre de 2017              | Skate America de 2017             | 7 63.91        | 7 122.02       | 7 185.93     |
| 10–12 de noviembre de 2017              | Trofeo NHK 2017                   | 7 63.61        | 5 127.34       | 6 190.95     |
| 6–8 de octubre de 2017                  | Trofeo CS Finlandia 2017          | 6 56.73        | 3 121.73       | 5 178.46     |
| 21–23 de septiembre de 2017             | Trofeo CS Ondrej Nepela de 2017   | 5 54.70        | 5 115.98       | 5 170.68     |
| Temporada 2016-2017                     |                                   |                |                |              |
| Fecha                                   | Evento                            | Programa corto | Programa libre | Total        |
| 1–5 de febrero de 2017                  | Universiada de invierno 2017      | 6 54.69        | 4 116.37       | 5 171.06     |
| 20–26 de diciembre de 2016              | Campeonato de Rusia de 2017       | 11 60.60       | 13 114.07      | 13 174.67    |
| 7–10 de diciembre de 2016               | CS Golden Spin de Zagrev 2017     | 3 64.18        | 2 127.21       | 3 191.39     |
| 11–13 de noviembre de 2016              | Trofeo de Francia 2016            | 7 63.87        | 12 77.49       | 12 141.36    |
| 19–23 de octubre de 2016                | Copa de Nice 2016                 | 4 54.47        | 5 99.55        | 4 154.02     |
| 29 de septiembre – 1 de octubre de 2016 | Trofeo CS Ondrej Nepela 2016      | 4 56.84        | 7 94.28        | 6 151.12     |
| Temporada 2015-2016                     |                                   |                |                |              |
| Fecha                                   | Evento                            | Programa corto | Programa libre | Total        |
| 16–20 de febrero de 2016                | Campeonato de Rusia de 2016       | 2 64.78        | 1 126.56       | 1 191.34     |
| 24–27 de diciembre de 2015              | Campeonato de Rusia de 2016       | 7 66.15        | 9 124.17       | 9 190.32     |
| 2–5 de diciembre de 2015                | CS Golden Spin de Zagrev 2015     | 2 58.86        | 4 114.38       | 4 173.24     |
| 27–29 de noviembre de 2015              | Trofeo NHK 2015                   | 7 59.63        | 9 106.12       | 8 165.75     |
| 30 de octubre – 1 de noviembre de 2015  | Skate Canada International 2015   | 10 52.08       | 8 108.29       | 8 160.37     |
| 14–18 de octubre de 2015                | Copa de Nice 2015                 | 1 68.52        | 2 110.07       | 2 178.59     |
| 24–26 de septiembre de 2015             | Trofeo CS Nebelhorn 2015          | 4 56.41        | 2 109.20       | 2 165.61     |
| Temporada 2014-2015                     |                                   |                |                |              |
| Fecha                                   | Evento                            | Programa corto | Programa libre | Total        |
| 4–8 de febrero de 2015                  | Universiada de invierno 2015      | 1 67.12        | 1 115.73       | 1 182.85     |
| 24–27 de diciembre de 2014              | Campeonato de Rusia 2015          | 5 67.99        | 7 116.34       | 7 184.33     |
| 28–30 de noviembre de 2014              | Trofeo NHK 2014                   | 2 68.11        | 3 118.29       | 2 186.40     |
| 14–16 de noviembre de 2014              | CS Ice Challenge de 2014          | 1 56.75        | 5 91.54        | 4 148.29     |
| 31 de octubre – 2 de noviembre de 2014  | Skate Canada International 2014   | 3 62.54        | 6 101.61       | 6 164.15     |
| 25–27 de septiembre de 2014             | Trofeo CS Nebelhorn 2014          | 1 66.72        | 3 119.99       | 2 186.71     |
| Temporada 2013-2014                     |                                   |                |                |              |
| Fecha                                   | Evento                            | Programa corto | Programa libre | Total        |
| 15–19 de enero de 2014                  | Campeonato de Europa de 2014      | 4 64.09        | 5 114.06       | 4 178.15     |
| 24–26 de diciembre de 2013              | Campeonato de Rusia de 2014       | 4 67.03        | 7 120.45       | 5 187.48     |
| 8–10 de noviembre de 2013               | Trofeo NHK 2013                   | 7 55.86        | 7 106.08       | 7 161.94     |
| Temporada 2012-2013                     |                                   |                |                |              |
| Fecha                                   | Evento                            | Programa corto | Programa libre | Total        |
| 10–17 de marzo de 2013                  | Campeonato del Mundo 2013         | 13 56.30       | 14 102.76      | 13 159.06    |
| 25–28 de diciembre de 2012              | Campeonato de Rusia 2013          | 6 59.64        | 8 110.00       | 7 169.64     |
| 9–11 de noviembre de 2012               | Copa Rostelecom 2012              | 4 58.85        | 8 98.42        | 6 157.27     |
| 19–21 de octubre de 2012                | Skate America de 2012             | 9 46.72        | 5 106.77       | 7 153.49     |
| Temporada 2011-2012                     |                                   |                |                |              |
| Fecha                                   | Evento                            | Programa corto | Programa libre | Total        |
| 18–22 de abril de 2012                  | 2012 ISU Trofeo por equipos       | 9 50.92        | 6 102.79       | 5T/7P 153.71 |
| 26 de marzo – 1 de abril de 2012        | Campeonato del Mundo de 2012      | 1 64.61        | 4 119.67       | 2 184.28     |
| 23–29 de enero de 2012                  | Campeonato de Europa de 2012      | 7 54.50        | 6 104.28       | 7 158.78     |
| 25–29 de diciembre de 2011              | Campeonato de Rusia de 2012       | 5 59.95        | 3 118.20       | 3 178.15     |
| 8–11 de diciembre de 2011               | Final del Grand Prix de 2011-2012 | 3 60.46        | 4 115.96       | 3 176.42     |
| 25–27 de noviembre de 2011              | Copa Rostelecom 2011              | 2 63.91        | 2 116.54       | 2 180.45     |
| 11–13 de noviembre de 2011              | Trofeo NHK 2011                   | 2 61.76        | 4 108.92       | 3 170.68     |
| 27–30 de octubre de 2011                | Skate Canada International 2011   | 7 49.75        | 4 102.47       | 4 152.22     |
| Temporada 2010-2011                     |                                   |                |                |              |
| Fecha                                   | Evento                            | Programa corto | Programa libre | Total        |
| 27 de abril – 1 de mayo de 2011         | Campeonato del Mundo de 2011      | 5 59.75        | 4 124.17       | 4 183.92     |
| 24–30 de enero de 2011                  | Campeonato de Europa de 2011      | 13 48.40       | 3 105.91       | 5 154.31     |
| 26–29 de diciembre de 2010              | Campeonato de Rusia de 2010       | 3 60.14        | 2 127.54       | 2 187.68     |
| 18–21 de noviembre de 2010              | Copa Rostelecom 2010              | 9 46.61        | 7 97.45        | 9 144.06     |
| 4–7 de noviembre de 2010                | Copa de China 2010                | 5 50.79        | 3 97.82        | 3 148.61     |
| 13–17 de octubre de 2010                | Copa de Nice 2010                 | 1 55.52        | 1 111.18       | 1 166.70     |
| 7–10 de octubre de 2010                 | Trofeo de Finlandia 2010          | 3 51.68        | 6 83.09        | 3 134.77     |